# Liga Leumit 1960-1961
La Liga Leumit 1960-1961 è stata la 21ª edizione della massima serie del campionato israeliano di calcio.
Presero parte al torneo 12 squadre, che si affrontarono in un girone all'italiana con partite di andata e ritorno. Per ogni vittoria si assegnavano due punti e per il pareggio un punto.
L'ultima classificata sarebbe stata retrocessa in Liga Alef, mentre da quest'ultima sarebbe stata promossa la prima classificata.
L'Hapoel Petah Tiqwa si confermò campione nazionale, vincendo il titolo per la quarta volta, la terza consecutiva.
Capocannonieri del torneo furono Shlomo Levi, dell'Hapoel Haifa, e Zharia Ratzabi, dell'Hapoel Petah Tiqwa, con 15 goal.

## Squadre partecipanti
| Club                | Città       |
| ------------------- | ----------- |
| Beitar Tel Aviv     | Tel Aviv    |
| Bnei Yehuda         | Tel Aviv    |
| Hapoel Gerusalemme  | Gerusalemme |
| Hapoel Haifa        | Haifa       |
| Hapoel Petah Tiqwa  | Petah Tiqwa |
| Hapoel Tel Aviv     | Tel Aviv    |
| Maccabi Giaffa      | Giaffa      |
| Maccabi Haifa       | Haifa       |
| Maccabi Netanya     | Netanya     |
| Maccabi Petah Tiqwa | Petah Tiqwa |
| Maccabi Tel Aviv    | Tel Aviv    |
| Shimshon Tel Aviv   | Tel Aviv    |

## Classifica finale
|                     | Pos. | Squadra             | Pt | G  | V  | N | P  | GF | GS | DR  |
| ------------------- | ---- | ------------------- | -- | -- | -- | - | -- | -- | -- | --- |
| Campione di Israele | 1.   | Hapoel Petah Tiqwa  | 36 | 22 | 16 | 4 | 2  | 48 | 15 | +33 |
|                     | 2.   | Hapoel Tel Aviv     | 30 | 22 | 14 | 2 | 6  | 38 | 20 | +18 |
|                     | 3.   | Hapoel Haifa        | 29 | 22 | 12 | 5 | 5  | 44 | 25 | +19 |
|                     | 4.   | Maccabi Tel Aviv    | 26 | 22 | 12 | 2 | 8  | 34 | 29 | +5  |
|                     | 5.   | Maccabi Haifa       | 25 | 22 | 11 | 3 | 8  | 40 | 33 | +7  |
|                     | 6.   | Maccabi Giaffa      | 23 | 22 | 10 | 3 | 9  | 27 | 28 | -1  |
|                     | 7.   | Hapoel Gerusalemme  | 21 | 22 | 9  | 3 | 10 | 29 | 26 | +3  |
|                     | 8.   | Shimshon Tel Aviv   | 20 | 22 | 6  | 8 | 8  | 18 | 29 | -11 |
|                     | 9.   | Maccabi Petah Tiqwa | 16 | 22 | 6  | 4 | 12 | 23 | 31 | -8  |
|                     | 10.  | Maccabi Netanya     | 14 | 22 | 6  | 2 | 14 | 19 | 33 | -14 |
|                     | 11.  | Bnei Yehuda         | 13 | 22 | 4  | 5 | 13 | 20 | 38 | -18 |
|                     | 12.  | Beitar Tel Aviv     | 11 | 22 | 5  | 1 | 16 | 17 | 50 | -33 |

## Verdetti
- Hapoel Petah Tiqwa campione di Israele 1960-1961
- Beitar Tel Aviv retrocesso in Liga Alef 1961-1962
- Hapoel Tiberiade promosso in Liga Leumit 1961-1962